# Plebiscitos de Uruguay de 1999
El 31 de octubre de 1999 se realizaron dos plebiscitos en Uruguay junto a las elecciones generales. Se preguntó a los votantes si aprobaban dos propuestas; una para darle autonomía de recursos al poder judicial, y una para impedir que directores de empresas estatales y entes autónomos realicen actividad política. ambas propuestas fueron rechazadas por los votantes.

## Propuestas

### Judicial
La propuesta para darle autonomía de recursos al poder judicial fue propuesta por la Asamblea General tras de ser aprobada por la Cámara de Diputados con 41 escaños a favor de un total de 99 escaños y por el Senado con 12 escaños a favor de un total de 30 escaños. Involucraría enmendar los artículos 220, 233 y 239 de la constitución.

### Directores de compañías estatales y Entes Autónomos
La propuesta para impedir que directores de compañías estatales y entes autónomos realicen actividad política también fue propuesta por la Asamblea General tras ser aprobada por la Cámara de Diputados con 61 escaños a favor de un total de 99 escaños y por el Senado con 20 escaños a favor de un total de 30 escaños.

## Resultados

### Judicial
| Opción                             | Votos     | %      |
| ---------------------------------- | --------- | ------ |
| A favor                            | 949,935   | 43.09  |
| En contra                          | 1,254,746 | 56.91  |
| Total                              | 2,204,681 | 100.00 |
| Total de votos                     | 2,204,681 | -      |
| Votantes registrados/participación | 2,402,160 | 91.78  |
| Fuente: Democracia Directa         |           |        |

### Directores de compañías estatales y Entes Autónomos
| Opción                             | Votos     | %      |
| ---------------------------------- | --------- | ------ |
| A favor                            | 839,004   | 38.06  |
| En contra                          | 1,365,677 | 61.94  |
| Total                              | 2,204,681 | 100.00 |
| Total de votos                     | 2,204,681 | -      |
| Votantes registrados/participación | 2,402,160 | 91.78  |
| Fuente: Democracia Directa         |           |        |